# Pabellón de Voleibol Başkent
El Pabellón de voleibol Başkent (en turco: Başkent Voleybol Salonu) es un recinto cubierto de voleibol dentro del Complejo Deportivo TVF situado en pleno barrio del distrito Beşevler Yenimahalle en Ankara, Turquía. Inaugurado en 2010, el lugar tiene una capacidad para 7.600 espectadores. El complejo deportivo fue encargado por la Federación Turca de Voleibol y su construcción se inició el 8 de abril de 2009. La sala fue inaugurada el 6 de febrero de 2010 y recibe el nombre de "ciudad capital" (en turco: Başkent). 